# Cambuci (São Paulo)
 (décembre 2021).
Si vous disposez d'ouvrages ou d'articles de référence ou si vous connaissez des sites web de qualité traitant du thème abordé ici, merci de compléter l'article en donnant les références utiles à sa vérifiabilité et en les liant à la section « Notes et références ».
Cambuci est un district situé dans la région centrale de la ville de São Paulo. Le recensement de 2000 fait état d'une population de 28 717 habitants pour le district. Il s'agit d'un quartier à prédominance résidentielle de la capitale, avec quelques points de forte concentration commerciale et de services, notamment autour du Largo do Cambuci, rue do Lavapés, rue Clímaco Barbosa, rue da Independência et avenue Lins de Vasconcelos.

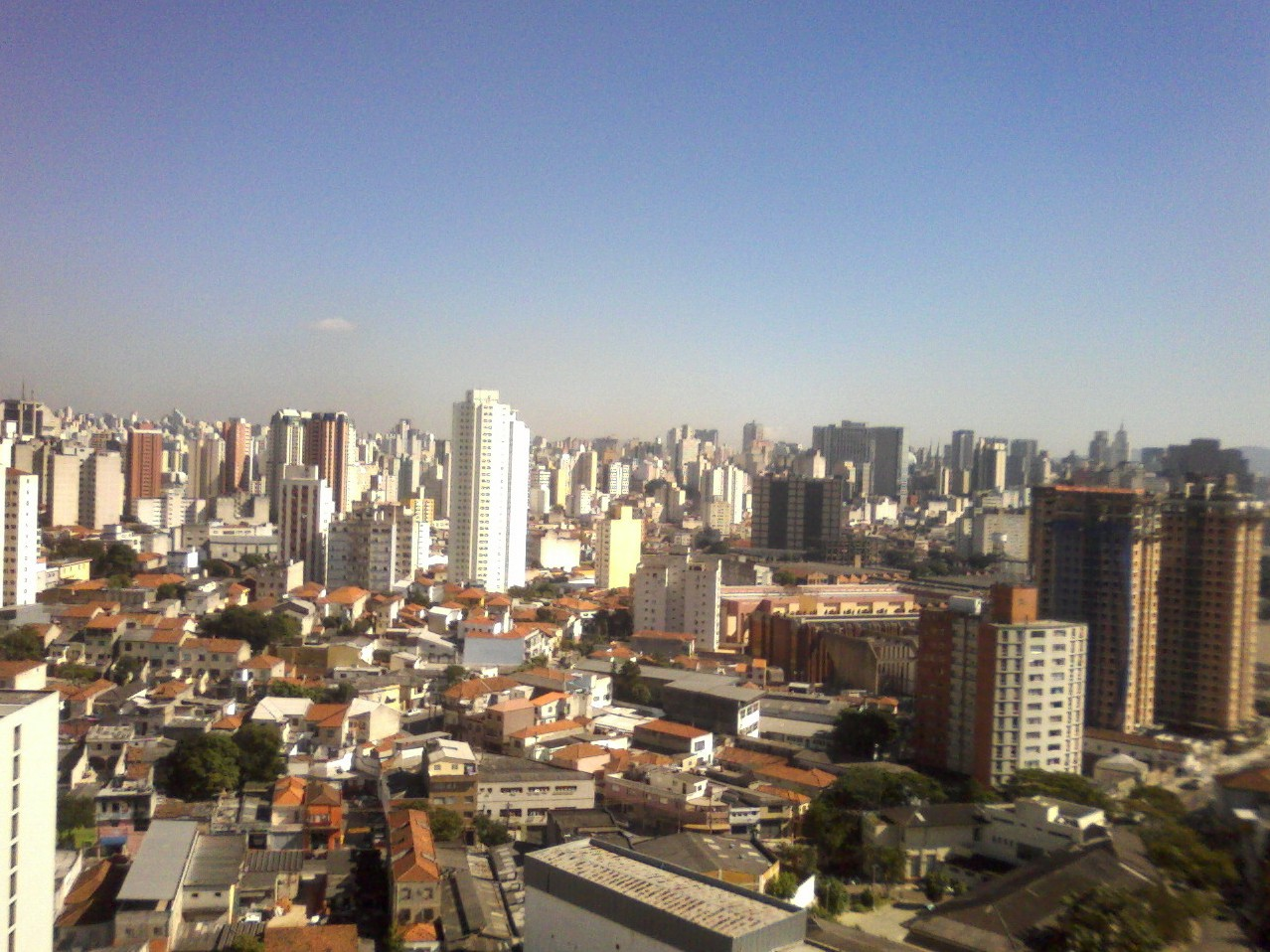
Vue sur le district

Ce district (et aussi le quartier principal) est nommé d'après le fruit homonyme, une composante de la forêt atlantique, la couverture végétale d'origine de la région.
Le quartier est desservi par la ligne 10 de la CPTM (Gare de Juventus–Mooca) et par l'Expresso Tiradentes de la SPTrans.

## Formation
Le district de formation ancienne, Cambuci était l'entrée de la municipalité de São Paulo pour ceux qui montaient la montagne et passaient par le ruisseau du Lavapés, qui porte ce nom précisément parce que c'était, à l'époque, où les pieds se lavaient et se reposaient pendant un certain temps, en donnant à manger et à boire aux bêtes de somme avant d'entrer dans la zone urbaine. À partir de 1850, un petit noyau de fermes et quelques commerces se sont formés autour du sentier, culminant avec la construction de la chapelle de Notre-Dame de Lourdes en 1870, réplique de l'original français, aujourd'hui rattaché à l'actuelle église de la Gloire. Dans les années 1880, la ville traversait une phase de croissance intense et de nouvelles rues reliaient les quartiers de Liberdade, Glória au Cambuci, comme la rue Luís Gama, qui, inaugurée en 1882, reliait Mooca et Cambuci.
Dans les premières décennies du XXe siècle, Cambuci abritait des immigrants, en particulier des Italiens, qui travaillaient comme ouvriers dans les usines de la région, et fut l'un des berceaux de l'anarchisme et des grèves. Lors de la révolte pauliste de 1924, l'église fut occupée par les forces rebelles, dirigées par le général Isidoro Dias Lopes, qui tentaient de renverser le président Arthur Bernardes. L'église était un point stratégique car elle était située sur un haut lieu, d'où il était possible de voir le mouvement des troupes dans la ville. Cambuci a été l'un des quartiers les plus touchés par les combats : les forces loyalistes ont détruit la tour d'ardoise, endommagé l'autel et laissé des perforations dans les murs.
Actuellement, c'est un quartier majoritairement de classe moyenne, avec une prédominance de quartiers résidentiels.
Le quartier est devenu le centre des développeurs et des constructeurs dans le boom immobilier à São Paulo, car il est proche du centre-ville et présente encore un coût foncier viable, permettant plusieurs appartements de classe moyenne lancements de 50 à 150 mètres carrés.

## Limites
- Nord : Avenue do Estado, Rua Antonio de Sá
- Est : Ligne 10 de la CPTM, Avenue do Estado, Avenue Tereza Cristina et Avenue Doutor Ricardo Jafet
- Sud : Rue Coronel Diogo et Rue Basílio da Cunha
- Ouest : Rue Muniz de Sousa, Rue Paulo Orozimbo, Avenue Lacerda Franco, Rue Alves Ribeiro, Rue Miguel Teles Júnior, Rue Francisco Justino Azevedo, Rue Lavapés, Rue Teixeira Mendes, Rue Otto de Alencar, Place Nina Rodrigues, Avenue Prefeito Passos, Rue Antônio de Sá, Avenue do Estado, Rue da Figueira et Rue Alexandre Levi.

## Districts limitrophes
- Sé (minimum) (Nord-Ouest).
- Brás (Nord).
- Mooca (Est).
- Ipiranga (Sud-Est).
- Vila Mariana (Sud).
- Liberdade (Ouest).